# Leptodactylus gracilis
Leptodactylus gracilis là một loài ếch thuộc họ Leptodactylidae.
Loài này có ở Argentina, Bolivia, Brasil, Paraguay, và Uruguay.
Môi trường sống tự nhiên của chúng là vùng cây bụi ẩm khu vực nhiệt đới hoặc cận nhiệt đới, vùng đồng cỏ ôn đới, đồng cỏ khô nhiệt đới hoặc cận nhiệt đới vùng đất thấp, đồng cỏ nhiệt đới hoặc cận nhiệt đới vùng ngập nước hoặc lụt theo mùa, đầm nước ngọt có nước theo mùa, vùng đồng cỏ, vườn nông thôn, và các vùng đô thị.

## Hình ảnh

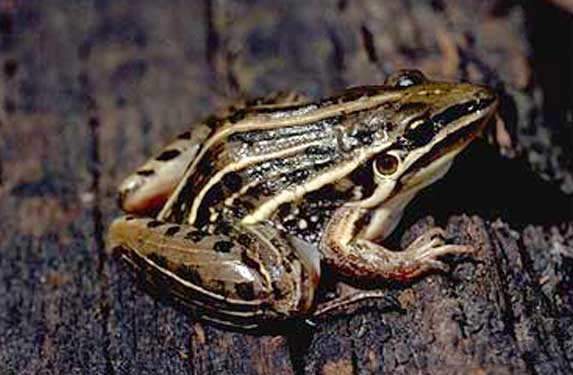
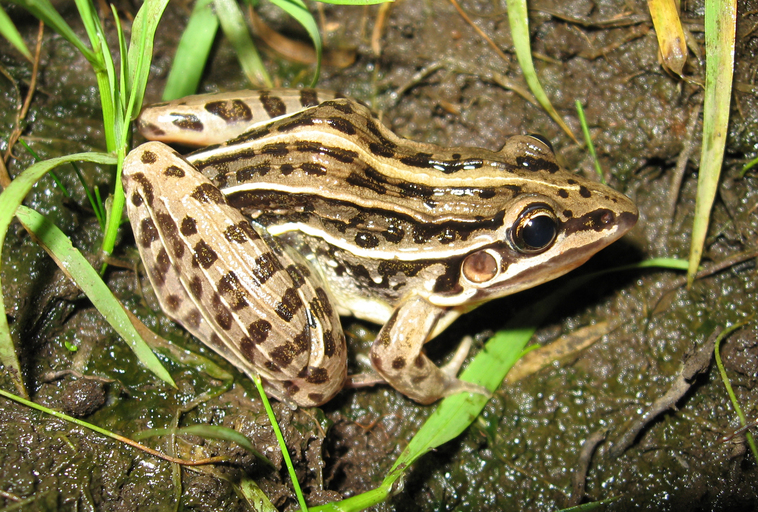
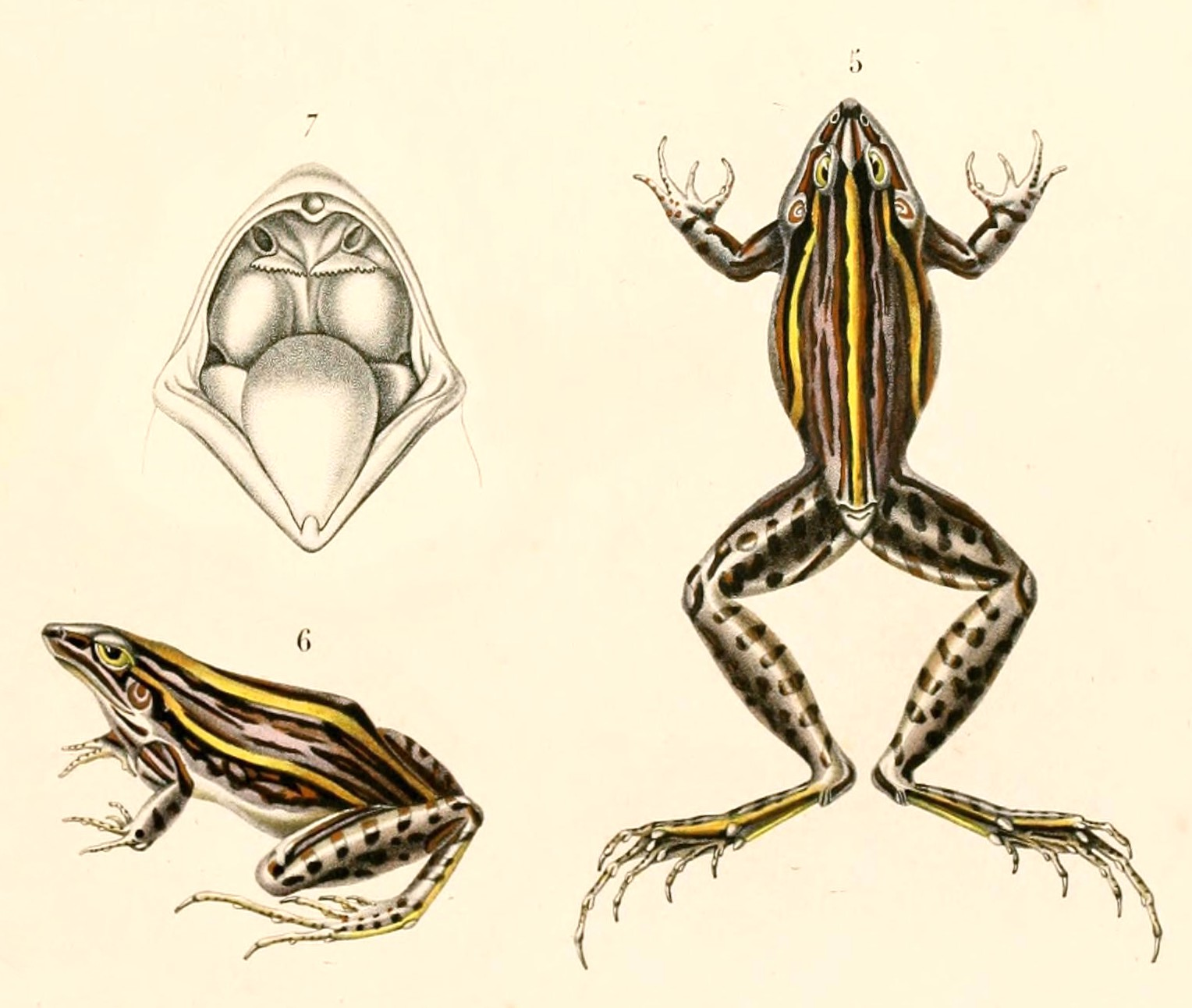
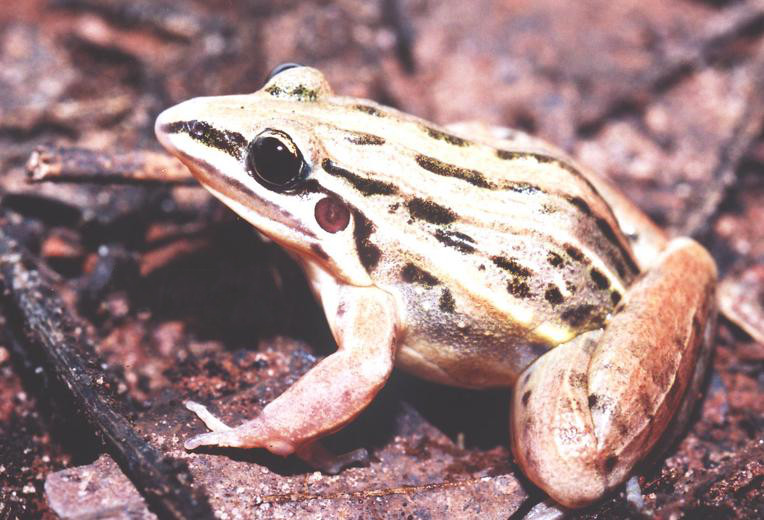